# Dawson County, Texas
Dawson County är ett administrativt område i delstaten Texas, USA, med 13 833 invånare (2010). Den administrativa huvudorten (county seat) är Lamesa. 

## Geografi
Enligt United States Census Bureau har countyt en total area på 2 336 km². 2 336 km² av den arean är land och 0 km² är vatten. 

### Angränsande countyn
- Lynn County - norr
- Borden County - öster
- Martin County - söder
- Gaines County - väster
- Terry County - nordväst